# Dłużec (Węgorzewo)

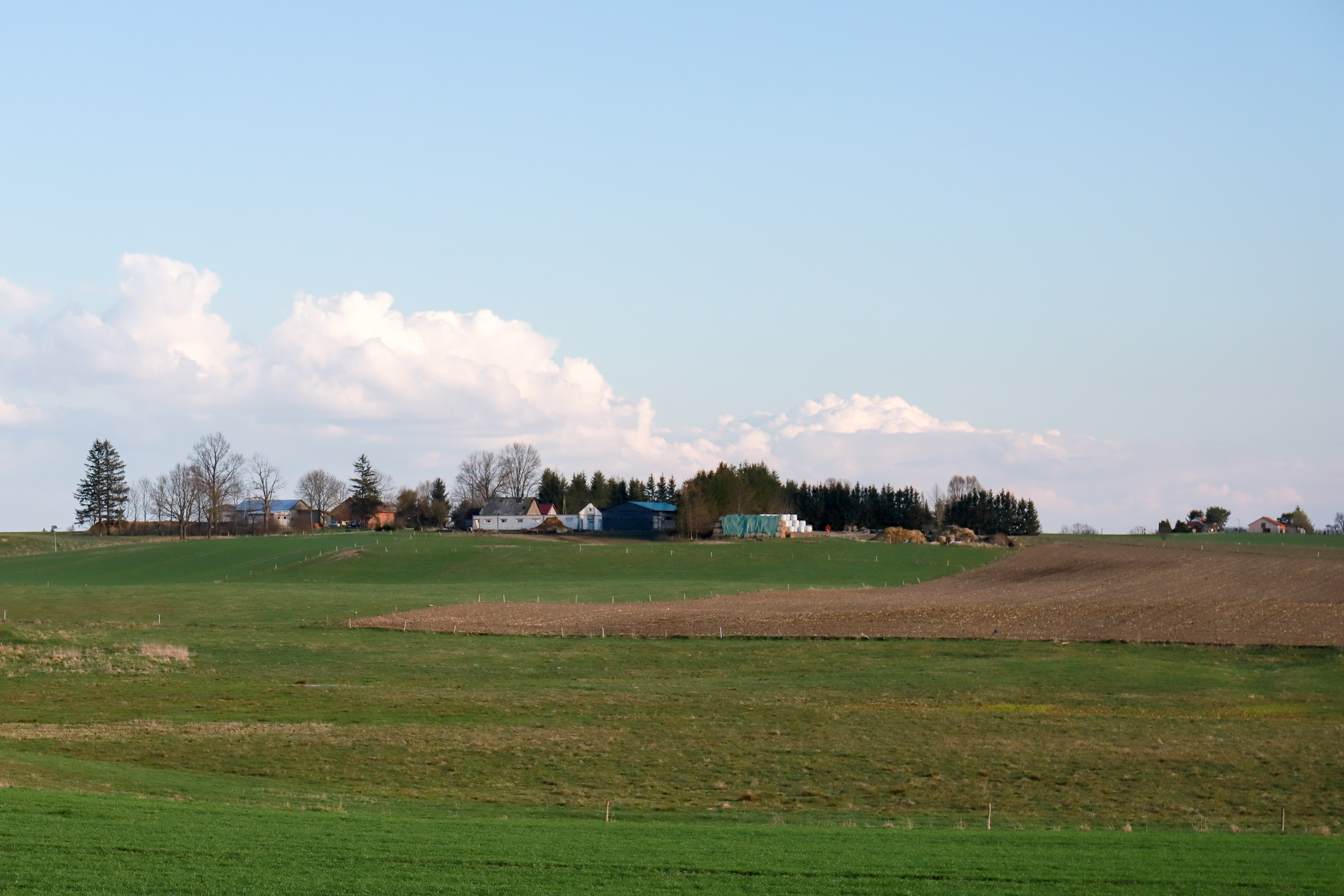
Dłużec (2023)

Dłużec (deutsch Langbrück) ist ein Ort in der polnischen Woiwodschaft Ermland-Masuren, der  zur Stadt- und Landgemeinde Węgorzewo (Angerburg) im Powiat Węgorzewski (Kreis Angerburg) gehört.

## Geographische Lage
Dłużec liegt südöstlich des Faulen Sees (polnisch Jezioro Mażański) im Nordosten der Woiwodschaft Ermland-Masuren, 17 Kilometer südwestlich der Kreisstadt Węgorzewo (Angerburg).

## Geschichte
Das vor 1785 Langenbrück genannte Dorf wurde vor 1466 gegründet. Von 1874 bis 1945 war es in den Amtsbezirk Rosengarten (polnisch Radzieje) eingegliedert, der zum Kreis Angerburg im Regierungsbezirk Gumbinnen der preußischen Provinz Ostpreußen gehörte.
Im Jahr 1910 zählte der Gutsbezirk Langbrück 86 Einwohner, im Jahr 1925 waren es bereits 163. Am 31. Oktober 1925 wurde der Gutsbezirk Langbrück in eine Landgemeinde gleichen Namens umgewandelt. Am 30. September 1928 kam der Gutsbezirk Pilwe (polnisch Pilwa) zur Landgemeinde Langbrück. Somit stiegen die Einwohnerzahlen von 1933 auf 289 und von 1939 auf 383.
In Kriegsfolge kam Langbrück 1945 mit dem gesamten südlichen Ostpreußen zu Polen und trägt seither die polnische Bezeichnung Dłużec. Heute ist der Ort Sitz eines Schulzenamtes (polnisch Sołectwo) als eine Ortschaft im Verbund der Stadt- und Landgemeinde Węgorzewo im Powiat Węgorzewski, bis 1998 der Woiwodschaft Suwałki, seither der Woiwodschaft Ermland-Masuren zugehörig.

## Religionen
Bis 1945 war die Bevölkerung Langbrücks in die evangelische Kirche Rosengarten in der Kirchenprovinz Ostpreußen der Evangelischen Kirche der Altpreußischen Union und in die katholische St.-Katharinen-Kirche in Rastenburg im Bistum Ermland eingepfarrt.
Heute sind die katholischen Kirchenglieder Dłużecs der Pfarrei in Radzieje im Bistum Ełk (Lyck) der Römisch-katholischen Kirche in Polen zugeordnet, während die evangelischen Einwohner sich zu den Kirchen in Węgorzewo oder Kętrzyn orientieren, die beide zur Diözese Masuren der Evangelisch-Augsburgischen Kirche in Polen gehören.

## Verkehr
Dłużec liegt an einer Nebenstraße, die von der Woiwodschaftsstraße DW 650 bei Przystań (Pristanien, 1938–1945 Paßdorf) abzweigt und über Kamionek Wielki (Ziegelei Steinort) und Radzieje (Rosengarten) nach Nowa Różanka (Neu Rosenthal) – ebenfalls an der DW 650 gelegen – und weiter bis nach Stara Różanka (Alt Rosenthal) an der DW 591 unweit von Kętrzyn (Rastenburg) führt. Ein Bahnanschluss besteht nicht.